# Forrest Edward Mars, Sr.
Pour les articles homonymes, voir Forrest et Mars.
Forrest Edward Mars, Sr. (Wadena (Minnesota), 21 mars 1904 – Miami (Floride) 1er juillet 1999) était le fils solitaire et excentrique de Frank C. Mars, fondateur du groupe américain Mars Incorporated. Il est notamment célèbre pour avoir inventé les barres chocolatées Milky Way et Mars, les M&M's et avoir orchestré le lancement du riz Uncle Ben's. Il fut surnommé le Howard Hughes de la confiserie.

## Biographie
Forrest est séparé de son père Frank à l'âge de six ans lorsque sa mère décide de le quitter pour s'installer au Canada. Plus tard alors qu'il décide d'abandonner son ambition de devenir ingénieur des mines, Forrest rejoint l’entreprise de son père Frank et suit en parallèle une formation au monde des affaires à l'université Yale dont il sortira diplômé en 1928.
En 1923 il suggère à son père de vendre sa crème Milky Way en barre individuelle engendrant le premier succès commercial de l'entreprise paternelle.
Alors que son père veut limiter son entreprise aux États-Unis, Forrest est plus ambitieux et veut étendre le marché de la famille au monde entier. Il part donc en Europe avec en poche 50 000 dollars et la recette du Milky Way donnés par son père. Après un passage en France puis en Allemagne, il s’installe en Suisse pour enrichir ses connaissances et compétences chez Tobler et Nestlé. Finalement il s'installe à Slough au Royaume-Uni en 1932 et crée la société Mars Confectionery Ltd. Son premier produit est la barre Mars qui est une version plus douce (plus sucrée) de la barre Milky Way vendue aux États-Unis afin de s'adapter au marché local.
Un peu plus tard en 1935, Forrest achète la société anglaise Chappel Brothers qui propose un nouveau concept, la vente d'aliments pour animaux.
En 1940, Forrest quitte l’Europe en guerre pour rentrer aux États-Unis avec sa famille qui s’est agrandie avec la naissance de son deuxième fils John et de sa fille Jacquie.
Il fonde dans le New Jersey, avec Bruce Murrie, le fils du président de Hershey, le principal concurrent de Mars, la société M&M’s (Mars & Murrie) Chocolate Candie et développe les M&M's, le bonbon couvert de chocolat dans une coquille croquante qui « fond dans la bouche, pas dans la main ». Ils furent modelés selon un bonbon qu'il avait découvert en Espagne pendant les années 1930.
Passionné d’électronique, Forrest crée la filiale Mars Electronics dans les années 1970 qui met au point le premier mécanisme de reconnaissance des pièces de monnaie pour les distributeurs automatiques[réf. nécessaire].
Éleveur de chevaux de course pur-sang, il a poursuivi l'élevage fondé par sa belle-mère Ethel V. Mars, au haras de Milky Way Farm, où sont nés des champions tels que le Français Nonoalco ou Gallahadion, vainqueur du Kentucky Derby.
Forrest fut marié à Audrey Ruth Meyer, qui mourut en 1989 avec qui il eut trois enfants ; Forrest Jr., John, et Jacqueline.
Forrest Edward Mars meurt en 1999 à Miami à l'âge de 95 ans, ayant amassé une fortune de 4 milliards de dollars américains et une réputation le décrivant comme exigeant, intransigeant et maniaque de la qualité et de la propreté. Il était alors classé trentième plus riche personne des États-Unis par le magazine Forbes (Forrest Jr. et John étant 29e et 31e, respectivement).